# Municipio de Mölndal
Mölndal (en sueco: Mölndals kommun o Mölndals stad) es un municipio en la provincia de Västra Götaland, al suroeste de Suecia. Su sede se encuentra en la ciudad de Mölndal. El municipio se creó en 1971 cuando los antiguos municipios de Mölndal, Kållered y Lindome se fusionaron.

## Localidades
Solo hay una área urbana (tätort) en el municipio:
| # | Tätort     | Población |
| - | ---------- | --------- |
| 1 | Hällesåker | 694       |

## Ciudades hermanas
Mölndal está hermanado o tiene tratado de cooperación con:
- Albertslund, Dinamarca
- Borken, Alemania
- Whitstable, Inglaterra